# Kościół Niepokalanego Poczęcia Najświętszej Maryi Panny w Dzierżoniowie
Kościół Niepokalanego Poczęcia Najświętszej Maryi Panny – rzymskokatolicki kościół filialny należący do parafii Maryi Matki Kościoła w Dzierżoniowie.

## Historia
Jest to świątynia wzniesiona zapewne w XIV wieku. Początkowa była kościołem przyklasztornym zakonu augustianów. Opuszczający w 1525 roku miasto, mnisi sprzedali klasztor razem z kościołem, który do 1713 roku funkcjonował pod wezwaniem św. Marka Ewangelisty. W obecnym kształcie jest to gotycka oskarpowana bryła o rzucie wydłużonego prostokąta z wielobocznym, nie wyodrębnionym w całości prezbiterium. Świątynia nakryta jest dachem dwuspadowym ze strychowymi okienkami, pozostałością z przebudowy z 1717 roku.